# Farád
Farád é um município da Hungria, situado no condado de Győr-Moson-Sopron. Tem 28,79 km² de área e sua população em 2015 foi estimada em 1.895 habitantes.